# Boogiepop (personaje)
Boogiepop (ブギーポップ Bugīpoppu?) es un personaje ficticio de la serie Boogiepop Phantom, creada por Kouhei Kadono. Es un shinigami y el alter ego masculino de Touka Miyashita (Japonés: 花下藤花;  Hepburn: Miyashita Tōka?) quien pelea contra los "enemigos del mundo". Según el personaje, su nombre se debe a que él permanece oculto en el interior de Miyashita Touka, pero puede "flotar hacia la superficie cuando detecta que se aproxima la adversidad", por eso es un ente fantasmal, como las burbujas. 
Su voz esta dada por Kaori Shimizu en el anime Boogiepop Phantom y por Aoi Yūki en el anime Boogiepop y otros.

Versión invertida del Ying Yang utilizada por el personaje en su vestimenta. De esta forma, en la tradición taoísta, apunta hacia la inmortalidad.

## Personaje

### Diseño
Miyashita Touka se viste como cualquier adolescente normal, incluyendo su uniforme escolar. Tienes ojos color café y pelo castaño largo hasta los hombros. Pero su alter ego posee una vestimenta muy singular que la protagonista carga en su bolso. Utiliza una capa azul larga hasta los pies y abotonada al frente, con un cinturón en su cuello y otros tantos en sus brazos y manos y una ancha banda, como un cinturón largo en la parte superior de la capa que flota rodeando sus hombros y se une en el centro de su pecho, con un broche circular con el símbolo del Ying Yang invertido. 

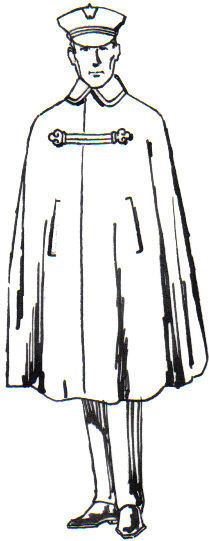
Capa de similar corte y detalle a la utilizada por el personaje.

El pelo de Tōka está recogido bajo un sombrero alto de ala corta y tiene el mismo tono azulado que la capa que cubre su cabeza, la cual tiene incrustadas algunas monedas y medallas de color dorado junto a una cadena del mismo tono que rodea la capa. En su versión en imagen real, su vestuario se mantuvo fiel al original.

### Personalidad
Miyashita se concentra en su tarea escolar y en su relación con su novio Takeda Keiji, mientras que Boogiepop tiene aspiraciones mucho mayores. Cuando posee el cuerpo de Tōka, se dedica a encontrar a los "enemigos del mundo" y luchar contra ellos. La chica se está preparando para entrar a la Universidad y su relación con su novio es bastante seria. Pero los planes de Boogiepop, por el otro lado, cambian dependiendo de quién sea la persona como potencial amenaza. 